# Bílenec (hradiště)
Hradiště u Bílence (též Vlčí hora) je pravěké hradiště u Bílence v okrese Louny. Nachází se na zalesněné ostrožně Vlčí hory asi 1,5 kilometru jihovýchodně od vesnice v nadmořské výšce okolo 480 metrů.

## Osídlení
Podle nalezené keramiky lze hradiště zařadit do období neolitu, eneolitu, starší a střední doby bronzové a doby halštatské. Z doby bronzové jsou zastoupeny nálezy z doby únětické kultury, věteřovské skupiny a středodunajské mohylové kultury.
V roce 2017 na hradišti proběhl detektorový průzkum, jehož cílem bylo prověřit stopy lidské činnosti a omezit činnost nevyžádaných detektorářských aktivit a nelegálních výkopů. Během výzkumu bylo upřesněno poškození valu.

## Popis
Ostrožna s rozlohou asi šest hektarů je ze tří stran ohraničena strmými skalnatými svahy a přístupná je pouze od východu. Její povrch pokrývají rulové balvany a drobné skalky. Jediným dokladem opevnění je příčný val, který přehrazuje přístupnou východní stranu. Stáří valu není jisté, ale podle keramiky nalezené v jeho těsné blízkosti navrhla Lenka Plšková, že opevnění vzniklo v době mladé únětické kultury.

## Přístup
Na vrchol kopce se zbytky hradiště vede odbočka ze zeleně značené turistické trasy z Kryr do Petrohradu.

## Galerie

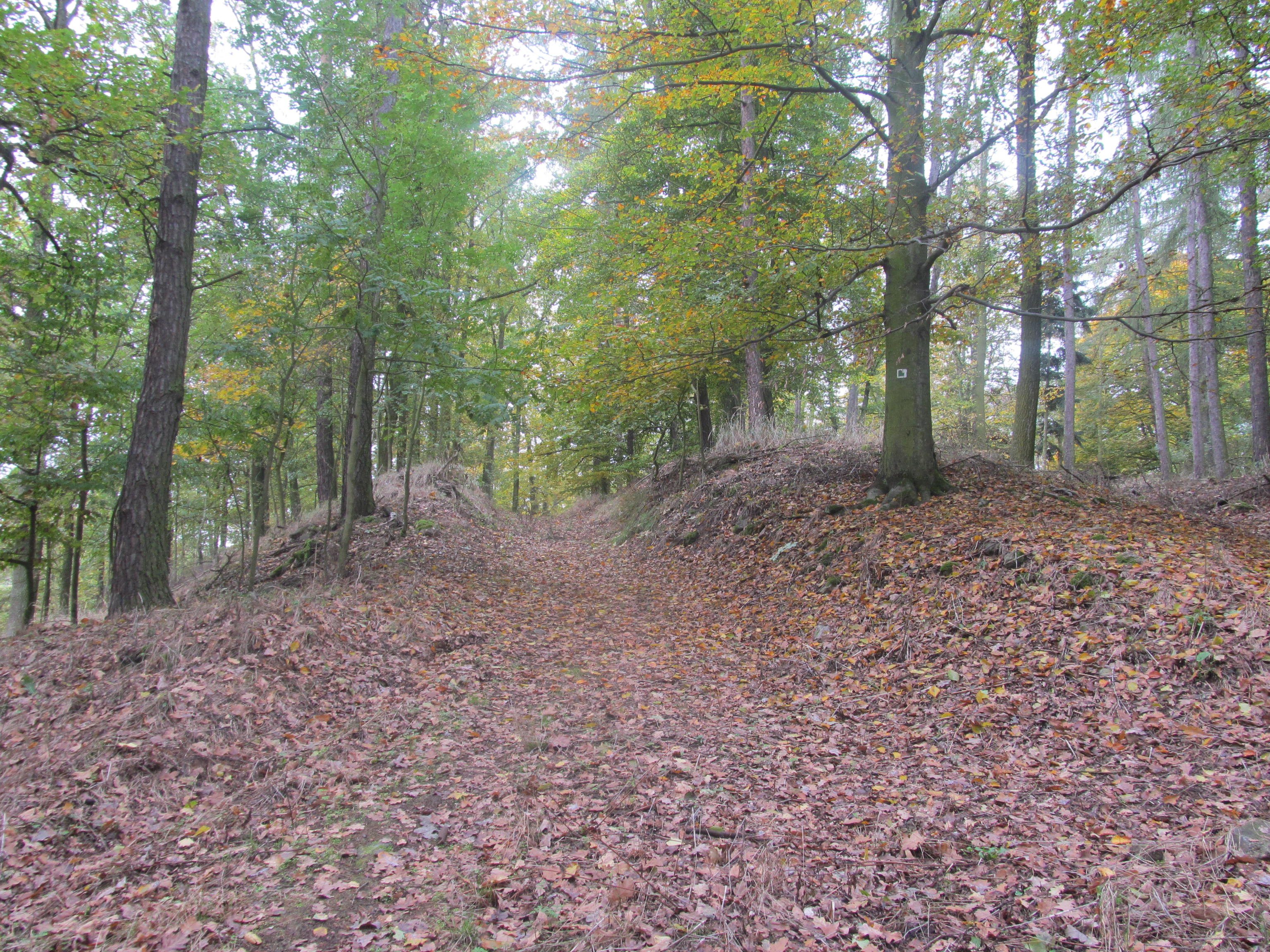
Vchod na hradiště od východu
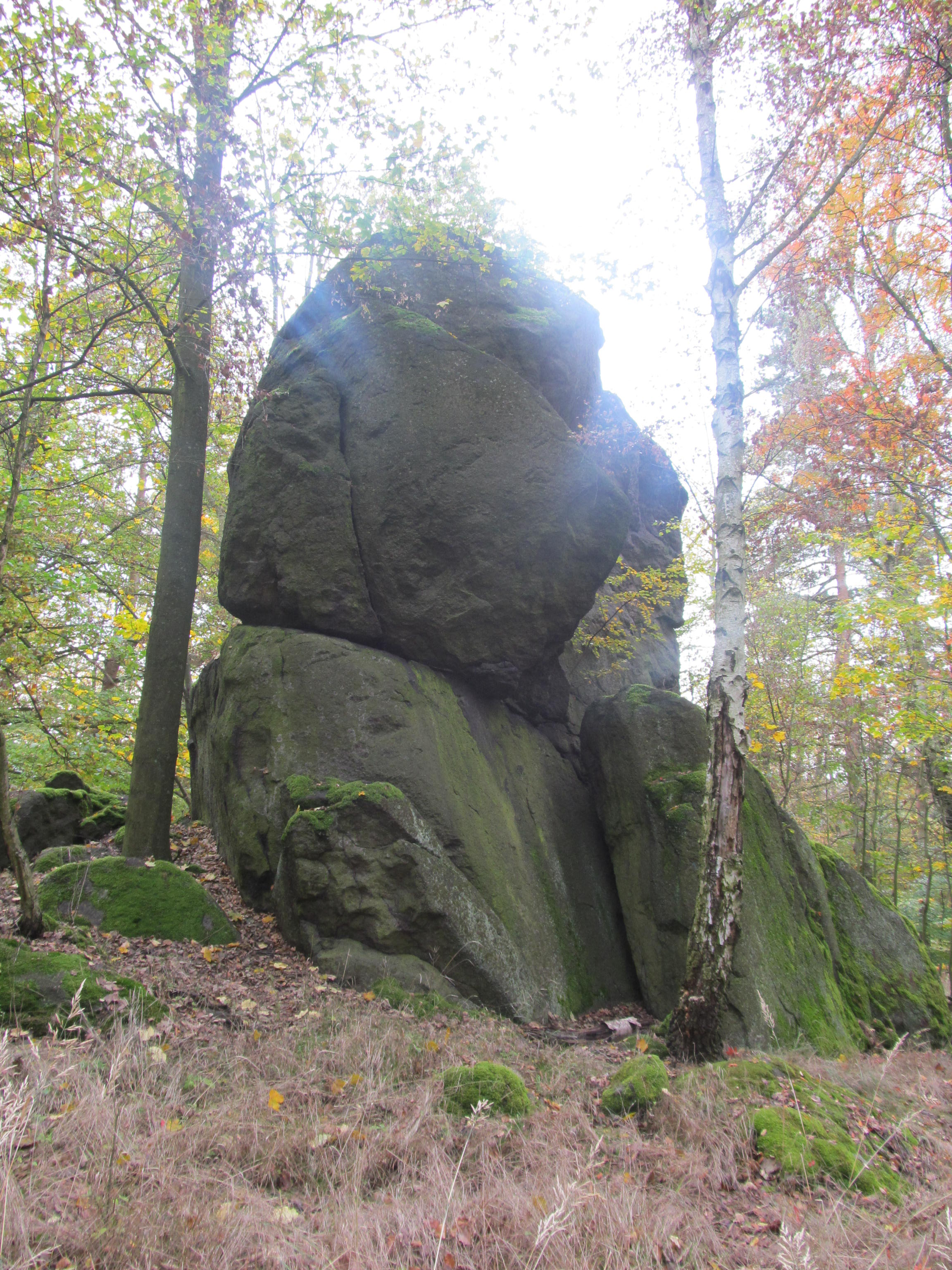
Skála na hradišti